# Igreja de Campanhã
A Igreja de Santa Maria de Campanhã, também referida como Igreja paroquial de Campanhã, localiza-se na rua do Falcão, na freguesia de Campanhã, cidade, Município e Distrito do Porto, em Portugal. Encontra-se nas proximidades da Praça da Corujeira e da Estrada da Circunvalação.

## História
Foi edificada em 1714, estando ligada à construção do Palácio do Freixo, de que se constituía na Igreja Paroquial. Foi saqueada e quase destruída em diversas ocasiões (1809, 1832 e 1834) e depois abandonada.
Sofreu obras de restauro nos séculos XIX e XX, quando, em 1905 sofreu importantes obras de reforma e ampliação.

## Características
Apresenta uma só nave, de cantaria granítica, e uma torre sineira do lado direito. A fachada e o lado direito da torre sineira são forrados com azulejos monocromáticos de cor azul. A fachada é de autoria de José Francisco de Paiva.
A Igreja possui uma notável escultura em calcário policromado de Nossa Senhora de Campanhã atribuída ao século XIV. Além desta imagem destaquem-se igualmente as imagens da Senhora do Rosário, em pedra de Ançã, policromada, com 85 cm de altura e que têm características do século XIV/XV e a da Nossa Senhora das Dores atribuída ao século XVII. Possui outras imagens de grande valor artístico e cultural, a maior parte delas dos séculos XIX e XX. Destaca-se também, pela sua qualidade artística, a talha dourada da tribuna e Altar-mor (séc. XVIII, embora com vários restauros) e um conjunto de painéis pintados representando cenas da vida religiosa.

## Galeria

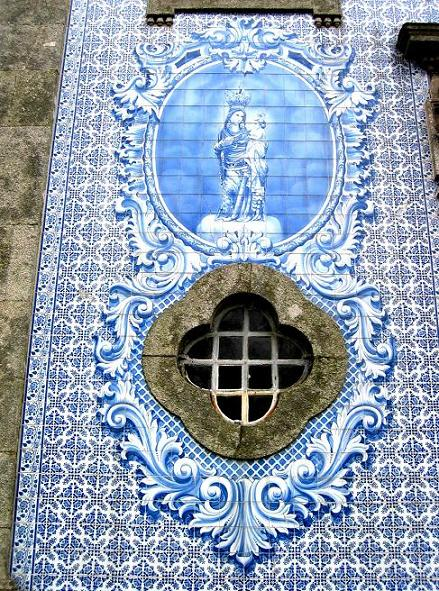
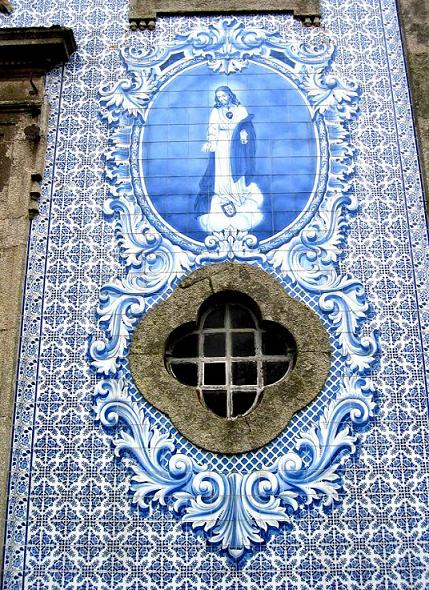
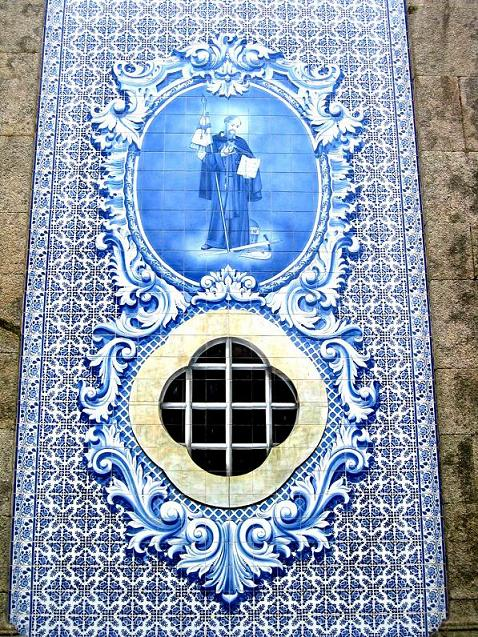
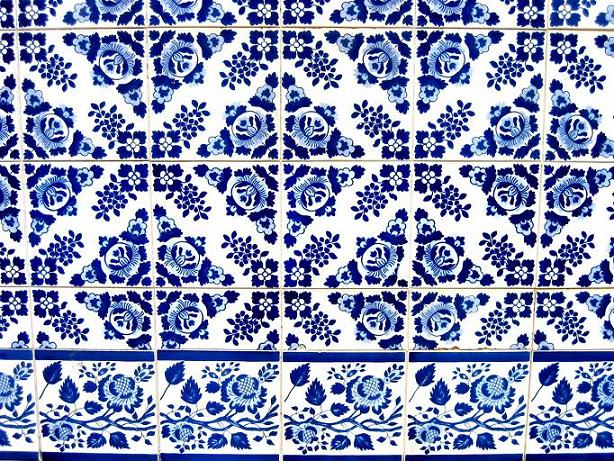